# Llacunes de Lo Geperut
Les Llacunes de Lo Geperut són un paratge situat a l'oest de la partida de la Vall-llonga, en el llogaret anomenat Lo Geperut, dins el terme municipal d'Alacant.
El seu nom és degut a la proximitat d'una antiga finca anomenada Lo Geperut, al costat de la veïna partida de El Rebolledo, i el seu origen es deu a l'extracció d'argila en el passat, extraccions que es van iniciar el 1961 i es van prolongar fins al 1970, on la gran profunditat va provocar l'entrada d'aigues subterrànies al superar-se el nivell freàtic. Inicialment format per dues llacunes, a partir dels anys 90 la llacuna situada més a l'oest va ser reomplerta parcialment, quedant estrangulada i, per tant, va quedar dividida en dues, amb la qual cosa hui en dia existeixen tres llacunes.
S'ha constatat la presència habitual de diferents ocells com camagrogues i corriols, així com garses, garsetes, martinets i borinots. També s'han albirat ànecs reals i el porró comú. A l'aigua només s'ha trobat una espècie exòtica de peix, la gambúsia americana (Gambusia holbrooki), així com la tortuga autòctona Mauresmys leprosa i les exòtiques Trachemys scripta i Pseudemys concinna.